# Шуплер, Юлиус
Ю́лиус Шу́плер (словац. Július Šupler; 27 октября 1950, Попрад, ЧССР) — чехословацкий и словацкий тренер по хоккею с шайбой.

## Биография
Юлиус Шуплер родился 27 октября 1950 года. Карьеру начал в 1979 году в родном Попраде. В начале 1990-х, работая с «Дуклой» из Тренчина, Шуплер был дважды признан лучшим тренером Чехословакии.
После провозглашения независимости Словакии Шуплер возглавил национальную сборную страны и руководил ей до 1996 года. Провёл несколько сезонов в одной из сильнейших юниорских лиг мира WHL; после возвращения в Европу работал с такими именитыми клубами, как «Спарта» (Прага), «Слован» (Братислава), «Локомотив» (Ярославль). С именем Шуплера связаны лучшие сезоны клуба «Рига-2000».
Юлиус Шуплер снова был главным тренером сборной Словакии с 2006 по 2008 год. После возрождения рижского «Динамо» в 2008 году Шуплер стал главным тренером последнего. 18 ноября 2010 года, на заседании Рижской думы, Шуплер был признан рижанином года за вклад в формирование положительного образа города Риги за границей.
29 марта 2011 года Шуплер отказался продлевать свой контракт с «Динамо».
В сезоне 2011/12 возглавлял московский ЦСКА, и хотя выполнил задачу на сезон, обеспечив команде место в плей-офф, был отправлен в отставку за два матча до конца регулярного чемпионата.
23 апреля 2012 года Юлиус возглавил хоккейный клуб «Донбасс» (Донецк, Украина).
Известен своими необычными спорами со своими помощниками и хоккеистами. Так, работая в Словакии, поспорил со своим помощником, что сделает себе татуировку, если команда обыграет в серии плей-офф братиславский «Слован». Команда Шуплера победила и ему пришлось выполнять обещание. Также красил волосы на спор, а в рижском «Динамо» после победы клуба в Кубке Гагарина над СКА в результате спора с капитаном команды Сандисом Озолиньшем был вынужден проехать по Риге на белой лошади в костюме Наполеона.
В середине 1980-х годов собственными руками построил дом в Словакии, в котором его семья живёт до сих пор. Женат, есть сын и дочь, которые стали врачами.
В сезоне 2012/13 возглавлял новичка КХЛ — донецкий «Донбасс». В конце февраля 2013 года расторг контракт с украинским клубом.
В 2013 году награждён орденом «За заслуги» ІІІ степени.

## Статистика (главный тренер)
(данные до 2007 г. не приведены)
Последнее обновление: 18 февраля 2013 года
| Команда          | Турнир-сезон | Регулярный сезон | Регулярный сезон | Регулярный сезон | Регулярный сезон | Регулярный сезон | Регулярный сезон | Регулярный сезон | Регулярный сезон       | Плей-офф              | Плей-офф              | Плей-офф              |
| Команда          | Турнир-сезон | И                | В                | ВО/ВБ            | Н                | ПО/ПБ            | П                | О                | Результат              | В                     | П                     | Результат             |
| ---------------- | ------------ | ---------------- | ---------------- | ---------------- | ---------------- | ---------------- | ---------------- | ---------------- | ---------------------- | --------------------- | --------------------- | --------------------- |
| Сборная Словакии | ЧМ 2007      | 7                | 4                | 0                | -                | 0                | 3                | -                | Вылетели в 1/4 финала  | Вылетели в 1/4 финала | Вылетели в 1/4 финала | Вылетели в 1/4 финала |
| Сборная Словакии | ЧМ 2008      | 5                | 2                | 1                | -                | 0                | 2                | -                | 13 место               | 13 место              | 13 место              | 13 место              |
| Динамо Рига      | КХЛ 2008-09  | 56               | 24               | 5                | -                | 4                | 23               | 86               | 10 место               | 0                     | 3                     | Вылетели в 1/8 финала |
| Динамо Рига      | КХЛ 2009-10  | 56               | 23               | 4                | -                | 7                | 22               | 84               | 8-е на Западе          | 4                     | 5                     | Вылетели в 1/4 финала |
| Динамо Рига      | КХЛ 2010-11  | 54               | 20               | 7                | -                | 7                | 20               | 81               | 7-е на Западе          | 5                     | 6                     | Вылетели в 1/4 финала |
| ЦСКА             | КХЛ 2011-12  | 52               | 19               | 2                | -                | 7                | 24               | 68               | уволен (8-е на Западе) | -                     | -                     | -                     |
| Донбасс          | КХЛ 2012-13  | 52               | 17               | 7                | -                | 7                | 21               | 72               | 9-е на Западе          | -                     | -                     |                       |